# Elia (berg)
Elia (georgiska: ელია) är ett berg i Georgien. Det ligger i den nordöstra delen av landet, i regionen Mtscheta-Mtianeti. Toppen på Elia är 2 858 meter över havet.